# مأدبة هيرودس
تشير مأدبة هيرودس الى نقش برونزي مذهّب أنشأه دوناتيلو بين عامي 1423 و1427، ويوجد في معمودية سيينا حتى اليوم. شكله مربع ويبلغ طول ضلعه 60 سم. تم إنشاء النقش باستخدام تقنية السياتشياتو، باستثناء الأشكال الموجودة في المسرح، والتي تم صبها في نقش بارز لإنشاء فصل أكثر وضوحًا عن الخلفية.

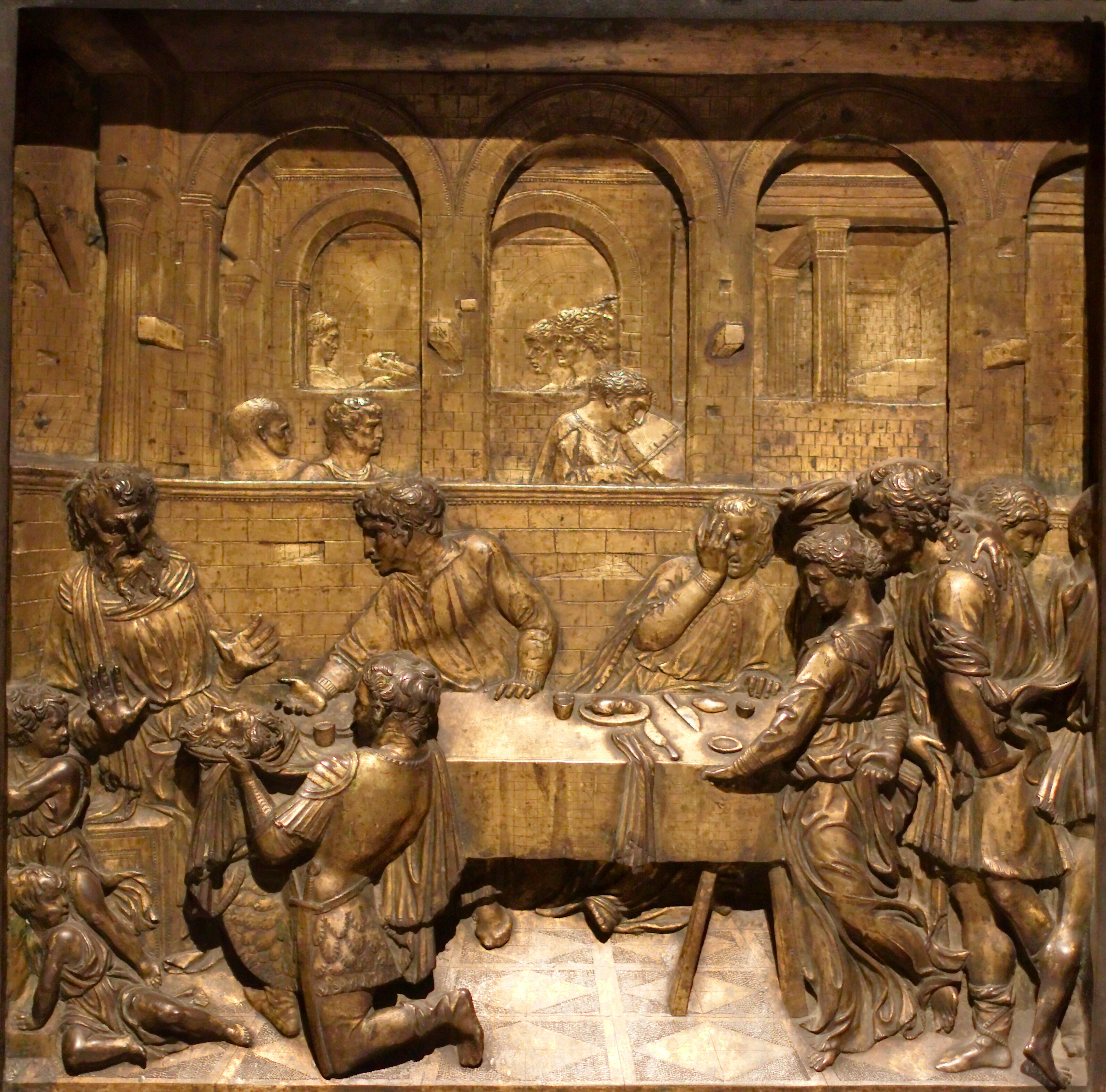
دوناتيلو، وليمة هيرودس، ١٤٢٣-١٤٢٧. نقش برونزي مذهب مقاس 60×60 سم. سيينا، لوحة في جرن المعمودية.

## طالع ايضا
- مأدبة هيرودس (دوناتيلو ليلا)